# Pompiliu Dascălu
Pompiliu Dăscalu (né le 20 septembre 1962 à Dej, dans le județ de Cluj) est un ancien joueur désormais entraîneur roumain de volley-ball naturalisé français. Il mesure 2,02 m et jouait attaquant. Il totalise 250 sélections en équipe de Roumanie.

## Biographie
Ses deux filles Alexandra et Silvana sont également joueuses de volley-ball.

## Clubs

### Joueur
| Club                   | De        | À         |
| ---------------------- | --------- | --------- |
| Steaua Bucarest        | 1980-1981 | 1989-1990 |
| Son Amar Palma         | 1990-1991 | 1990-1991 |
| CASE Saint-Étienne     | 1991-1992 | 1993-1994 |
| Stade poitevin         | 1994-1995 | 1997-1998 |
| GFCO Ajaccio           | 1998-1999 | 1998-1999 |
| FL Saint-Quentin       | 1999-2000 | 2000-2001 |
| Goëlo Côtes d'Armor VB | 2001-2002 | 2003-2004 |

### Entraîneur
| Club                   | De        | À             |
| ---------------------- | --------- | ------------- |
| Goëlo Côtes d'Armor VB | 2001-2002 | décembre 2003 |
| Chaumont VB52          | 2004-2005 | 2008-2009     |
| Terville FOC           | 2009-2010 | 2017-2018     |

## Palmarès

### Joueur
- Coupe des vainqueurs de coupe 
  - Finaliste : 1981, 1986
- Championnat d'Espagne
  - Finaliste : 1991
- Championnat de Roumanie (5)
  - Vainqueur : 1986, 1987, 1988, 1989, 1990
  - Finaliste : 1985
- Coupe de France (1)
  - Vainqueur : 1996

### Entraîneur
- Championnat de France d'Élite (1)
  - Vainqueur : 2002
- Championnat de France Pro B (1)
  - Vainqueur : 2003

- Championnat de France d'Élite féminine (2)
  - Vainqueur : 2011, 2013